# 로맨틱 아일랜드
"로맨틱 아일랜드"는 2008년에 개봉한 대한민국의 코미디, 로맨스 영화이다.

## 캐스팅
- 이선균 : 강재혁 역
- 이수경 : 최수진 역
- 이민기 : 이정환 역
- 유진 : 유가영 역
- 이문식 : 박중식 역
- 이일화 : 이연숙 역
- 한명구 : 김 이사 역
- 전창걸 : 패트릭 역
- 남궁 : 수진 친구 역
- 진서연 : 산다라 역
- 송민지 : 김현주 역
- 기은세 : 유혜라 역
- 김병선 : 서인아 역
- 정의철 : 지경 역
- 최성준 : 부장 역
- 조문의 : 중식 친구 역
- 오창경 : 소속사 오 사장 역
- 정구욱 : 정 가이드 역
- 최진호 : 면접관 역
- 우경진 : 정환 옛 여친 역
- 장지인 : JH홀딩스 비서 역
- 권귀빈 : 여자 면접자 역
- 최대성 : 매니저 역
- 신민규 : 수진 남동생 역
- 이승연 : 김 대리 역
- 송창곤 : 사복형사 역
- 유홍근 : 수진 아빠 역
- 이현숙 : 수진 엄마 역
- 김종수 : 이사 1 역
- 박팔영 : 이사 2 역
- 정다정 : 코디 역
- 양희정 : 헤어 역
- 고병택 : 현주 남편 역
- 이화순 : 한식당 아줌마 역
- 김동현 : 수진 회사 사원 역
- 카를로 우바노
- 엔젤 사이
- 아피 바우티스타
- 윌리엄 Z. 드 리언
- 단트 하비에르
- 더 고 걸스
- 딘도 디비나그라시아
- 리코 오비타
- 제프 칸투바
- 다이아나 린 B. 아줄
- 펄 조이 자스민
- 미쉘 리
- 황현희 : 작곡자 역 (우정출연)
- 여욱환 : 닉 역 (우정출연)
- 카트리나 할릴리 (특별출연)